# Çiçek Pasajı
A Çiçek Pasajı (jelentése: ’virágos átjáró’, franciául: Cité de Péra) egy passzázs Isztambul történelmi sugárútján, az İstiklal sugárúton, Beyoğluban, az egykori Perában.

## Története
A passzázst 1876-ban nyitották meg, eredetileg a Naum Színház volt a helyén, melyet Abdul-Aziz és II. Abdul-Hamid szultán is szívesen látogatott, és ahol Giuseppe Verdi Il Trovatore című operáját előbb mutatták be, mint Párizsban. A színház az 1870-es nagy perai tűzben megsemmisült.
A tűz után az épületet a helyi görög bankár, Hristaki Zoğrafos Efendi vásárolt meg, a mai épületet az olasz építész, Zanno tervezte. Az épület neve eredetileg Cité de Péra vagy Hristaki Pasaji volt. Yorgo'nun Meyhanesi volt az első borház, mely itt nyitotta meg kapuit. 1908-ban az oszmán nagyvezír, Szait pasa vásárolta meg, ekkor a neve Sait Paşa Pasaji lett.
Az 1917-es oroszországi forradalmak után tömegével érkeztek elszegényedett orosz nők Isztambulba, akik a Çiçek Pasajıban árultak virágot. Az 1940-es évekre a passzázsban leginkább virágüzletek voltak, innen kapta mai nevét. Az 1988-as felújítás után nyitotta meg újra kapuit, éttermek és kocsmák sokaságával. Legutoljára 2005 decemberében renoválták.
A passzázs egyik jellegzetessége, hogy az étteremben fasil zenét, azaz török roma zenét hallhatnak a betérők.